# Feast of Love
Feast of Love is een Amerikaanse dramafilm uit 2007 onder regie van Robert Benton.

## Verhaal
Professor Harry Stevenson tracht vanaf een afstandje als een beschermengel de relaties in zijn vriendenkring te beïnvloeden. Die relaties vormen samen een moderne fabel over liefde.

## Rolverdeling
| Acteur           | Personage           |
| ---------------- | ------------------- |
| Morgan Freeman   | Harry Stevenson     |
| Greg Kinnear     | Bradley Smith       |
| Radha Mitchell   | Diana Croce         |
| Billy Burke      | David Watson        |
| Selma Blair      | Kathryn Smith       |
| Alexa Davalos    | Chloe Barlow        |
| Toby Hemingway   | Oscar               |
| Stana Katic      | Jenny               |
| Erika Marozsán   | Margaret Vekashi    |
| Jane Alexander   | Esther Stevenson    |
| Fred Ward        | Bat                 |
| Margo Martindale | Mevrouw Maggarolian |
| Missi Pyle       | Agatha Smith        |
| Shannon Lucio    | Janey               |
| Alex Mentzel     | Billy Smith         |